# Moonbeam IV
Moonbeam IV  est un yacht de course construit à Fairlie sur le chantier naval de l'architecte naval écossais William Fife. Il porte le numéro 8 sur sa grand-voile .
Comme beaucoup d'autres yachts de plan Fife, il a navigué beaucoup en Méditerranée où il participait aux régates estivales. Son port d'attache était Palma de Mallorca. Mais son propriétaire actuel a choisi le port d'attache de Brest.

## Histoire
Moonbeam IV, lancé en 1914, sera mis en service en 1920, après la Première Guerre mondiale avec un gréement de cotre aurique. C'est le quatrième et le plus grand des Moonbeam de William Fife III. Le Moonbeam IV est entré dans la légende des régates les plus prestigieuses après avoir été vainqueur de la King's Cup en 1920 et 1923. Il a navigué avec d'autres Fife comme le Lulworth et le Mariquita.
En 1950, il est acquis par le prince Rainier de Monaco. Il accueille à son bord Grace Kelly et Rainier III pour leur voyage de noces et prend le nom de Deo Juvante.
Il est racheté en 1960 par Archibald Scotti, qui l'utilise pour le transport de marchandises.
Il est retrouvé en 1995 en Grèce, il sera restauré durant 4 années à Rangoon (Birmanie) et regréé en cotre à corne pour revenir naviguer en Méditerranée en 2001.
C'est un voilier-charter qui propose croisières et régates en Méditerranée. Son Capitaine Mikael Creac'h avec 5 membres d'équipage le dirige.
En 2016, il participe aux Voiles de Saint-Tropez auprès de huit autres yachts classiques anciens dans la catégorie Grand Tradition (GTR)  comme le Moonbeam III, le Cambria...
En 2021, Richard Mille fait l’acquisition du Moonbeam IV, fait le choix de lui faire battre pavillon français, et choisit Brest comme port d’attache. Il a pour voisins de ponton le Moonbeam III (1903) et le Mariquita (1911).
En 2023, Moonbeam IV participe à la régate Brest Finistère Classic.

## Caractéristiques techniques
Cotre à structure acier, coque, pont et mât en bois. Le mât est en deux parties et le gréement comporte 1 voile à corne  et 1 flèche, 1 grand-voile portant le numéro 8, 2 focs, 1 trinquette et différents spinnakers.

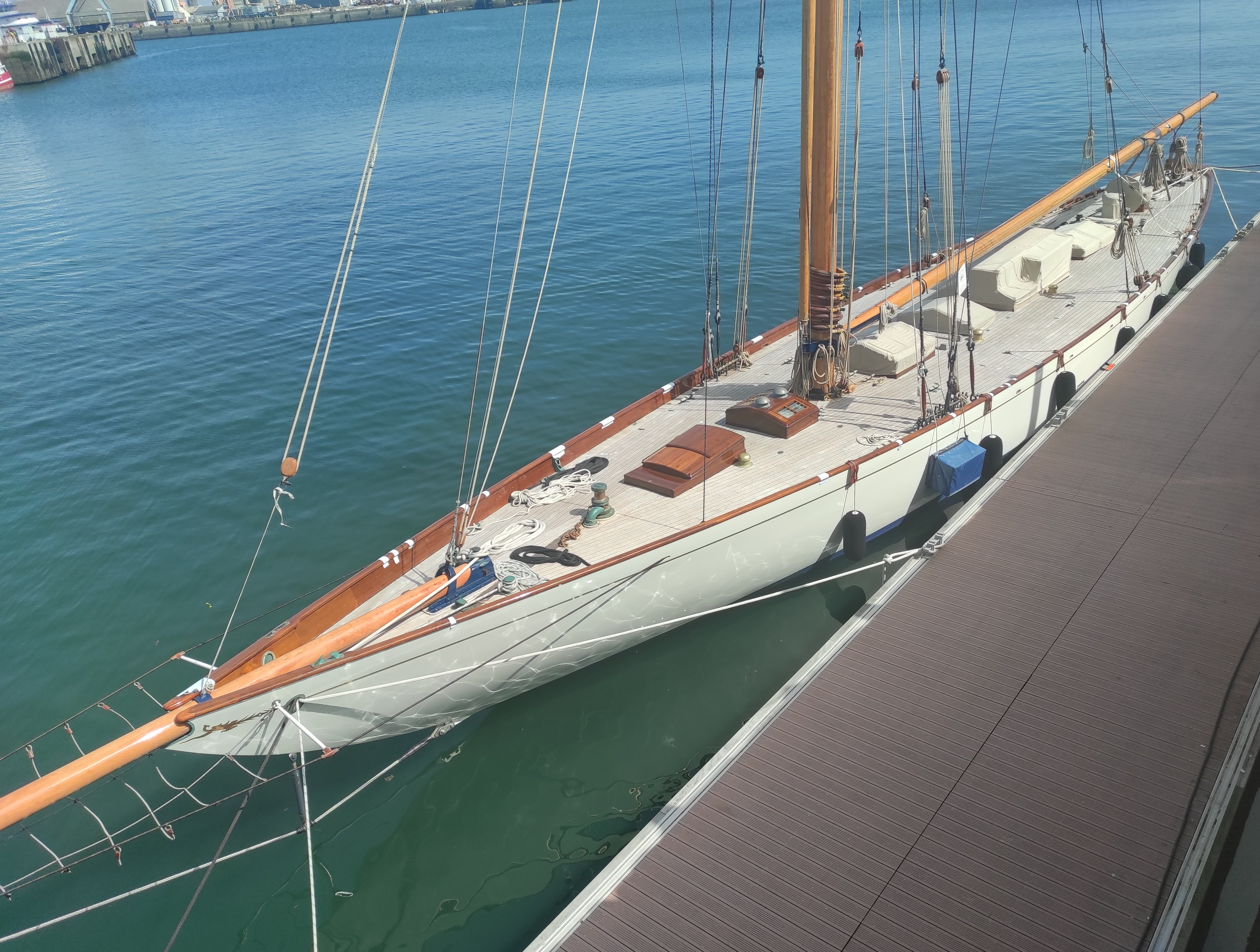
Moonbeam IV - quai Malbert, port de commerce, Brest.
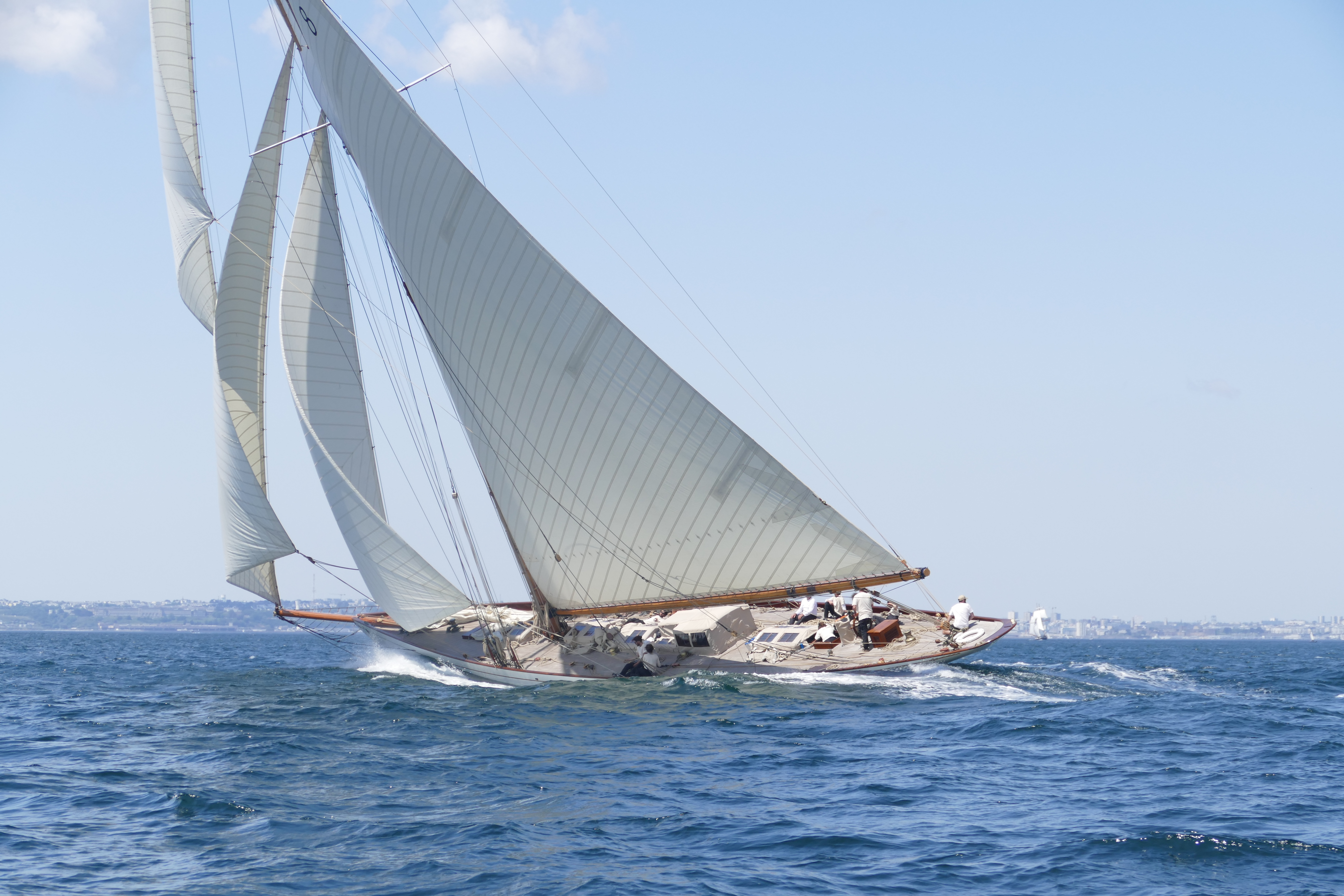
Moonbeam IV dans la rade de Brest.